# Delonix pumila
Delonix pumila là một loài rau đậu thuộc họ Fabaceae.
Loài này chỉ có ở Madagascar.

## Hình ảnh

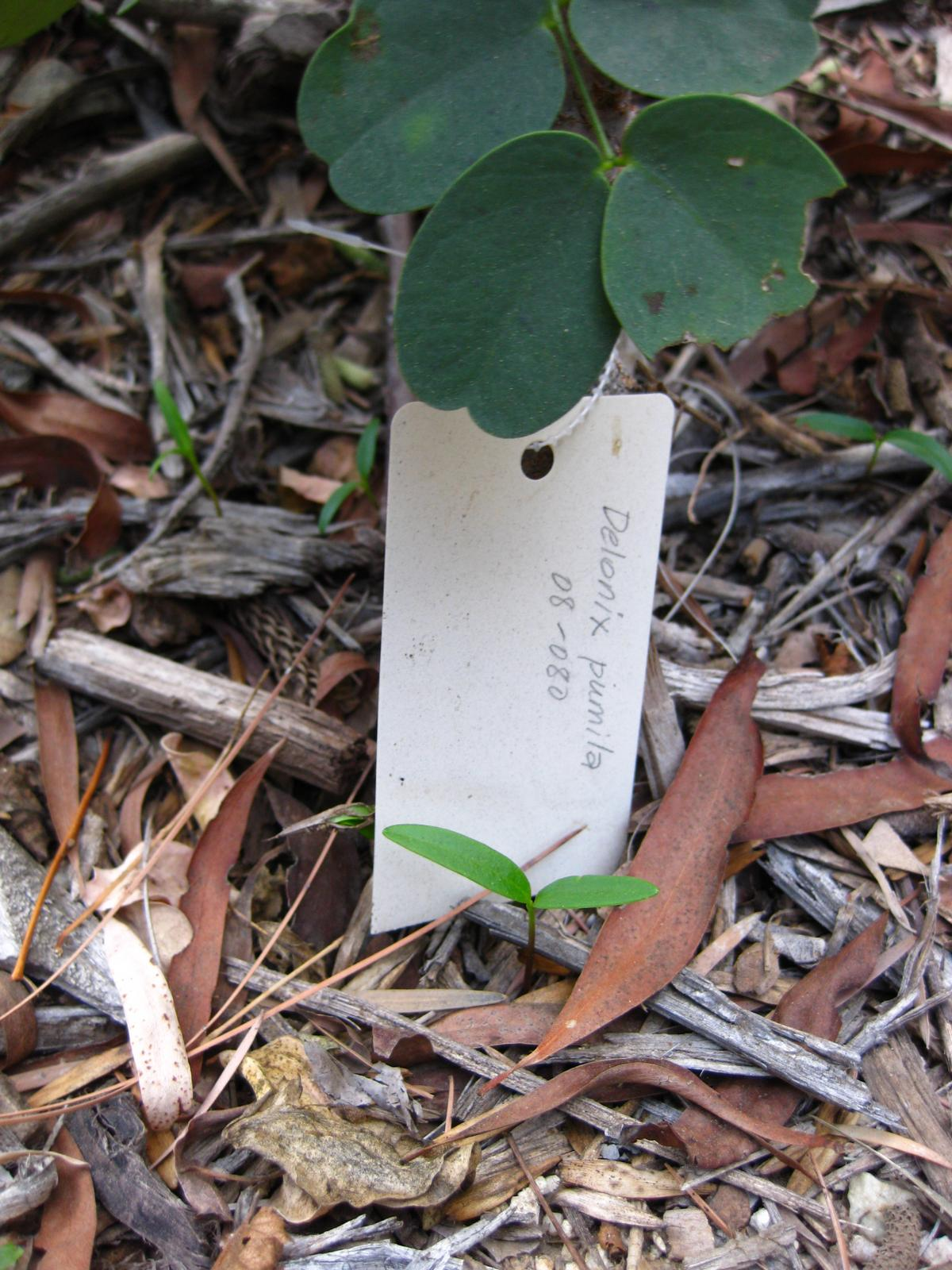